# Exhacienda el Hospital
Exhacienda el Hospital es una localidad del estado mexicano de Morelos. Es parte del municipio de Cuautla.

## Demografía
| Gráfica de evolución demográfica |
|                                  |

| Censo | Población |
| ----- | --------- |
| 1900  | 452       |
| 1910  | 387       |
| 1921  | 142       |
| 1930  | 254       |
| 1940  | 310       |
| 1950  | 480       |
| 1960  | 505       |
| 1970  | 999       |
| 1980  | 1360      |
| 1990  | 1396      |
| 2000  | 1918      |
| 2010  | 2053      |
| 2020  | 2388      |